# 郡区 (アメリカ合衆国)
郡区（ぐんく、英語：Township、別名：タウンシップ）とは、アメリカ合衆国で広く使用されている、郡（カウンティ）の下位に位置付けられている地方自治体の単位である。その役割と自治の自律度は州ごとに異なる。
シビル・タウンシップ（英語：Civil township＝行政タウンシップ）はサーベイ・タウンシップ（測量タウンシップ）とは区別されるが、その両方が存在する州では、それらの境界線が一致する場合も多い（サーベイ・タウンシップの詳細については公有地測量システム参照）。合衆国国勢調査局 (U.S. Census Bureau) は、郡区を小行政区画に位置付けている。郡区はニューイングランド地方、ニューヨーク州、そしてウィスコンシン州では「町」（town、タウン）と呼ばれている。
郡区では一般的に、理事会（governing board、名称は州によって異なる）と書記官あるいは評議員が参加する郡区会合が持たれる。通常、郡区の職員には治安判事、道路委員、査定官、治安官（コンスタブル）、測量技師が含まれる。20世紀には、多くの郡区で行政官 (administrator) や執行官（supervisor）が理事会の長として加えられた。郡区の中には独自の図書館、高齢者サービス、若年者サービス、障害者サービス、緊急支援、そして共同墓地サービスを行うところもある。

## 中東部・中部・西部の諸州

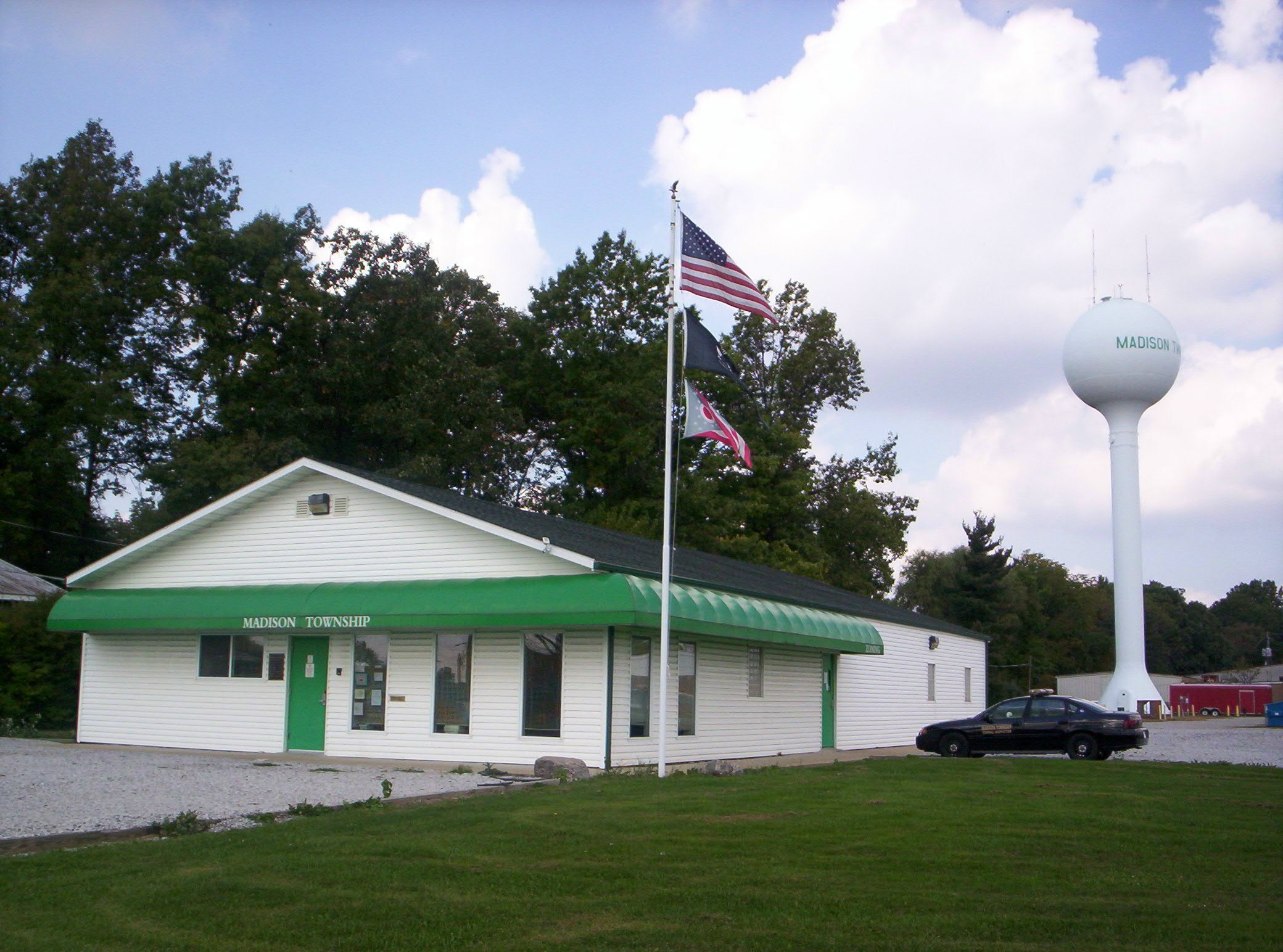
オハイオ州リチャード郡マディソン郡区庁舎

西部諸州のほとんどは統計目的のタウンシップだけを持ち、法人化 (incorporated) 基礎自治体の市区町村（英語：Municipality、通常自治体）以外のすべての地方自治体は、郡と同じレベルで運営されている。
五大湖周辺の北中西部では、サーベイ・タウンシップをもって郡区としている場合が多い。ミシガン州では一般法郡区（general law township）と呼ばれている。これら郡区の自治機能は州により異なるが、同じ州内でさえ異なる場合もある。例えば、イリノイ州北部の郡区では、道路保守、就学後支援、高齢者サービスといった公共サービスの実施に積極的だが、他方、同州南部では、郡の意向によりそれらのサービスが廃止された場合が多い。対照的にインディアナ州の郡区は、1人の郡区評議員と3人の理事によって運営されているが、各種サービスが州全体で比較的統一されていると同時に自治も上手く機能している傾向がある。イリノイ州のほとんどの郡区は、郡内の非法人地域の住民に対して、除雪・高齢者移動・緊急支援のような各種サービスを提供している。
これら諸州における郡区は、通常、法人化した自治体とは見なされず、近隣の市は郡区の土地を比較的簡単に併合することができる。ミシガン州では、近隣の市区町村（通常自治体）からの併合要求からの防御を目的として、一般法郡区をチャーター・タウンシップとして基礎自治体化し、市と同等の内政自治権限がいくつか与えられている。
ウィスコンシン州では、そのような地域は郡区ではなく「町」（town、タウン）と呼ばれているが、基本的には両者は同じである。ミネソタ州の州法は、それらの町が「○○郡区」という名称を持たなければならないと定めている。文書と会話の両方で「町」と「郡区」を相互に言い換えることができる。ミネソタ州の郡区には非市街地郡区とより大きな権限を持つ市街地郡区の2種類があるが、それらは郡区名には反映されない。オハイオ州の州法は、ある土地が市と郡区の両方に同時に属することを認めている。

## ペンシルベニア州とニュージャージー州
ペンシルベニア州の郡区は、市や区（borough、バロー）に属さない地域の道路保守などの各種サービスを行う地方自治体である。郡区は地理上の境界に基づいて設置され、その大きさも6〜40平方マイル（10〜74平方キロメートル）とまちまちである。ニュージャージー州のタウンシップは、市区町村と同じ地位を持つ通常自治体 (英: Municipal government) であり、郡区の中に町などがある他州とは位置づけが異なる。

## 北東部諸州
ニューイングランド地方とニューヨーク州では、郡の下位行政区画として市や町がある。これら諸州では「郡区」（township、タウンシップ）の代わりに「町」（town、タウン）という用語を使うが、実際、米国のほとんどの地域で一般的に使われる「町」 (town) という言葉の意味よりも郡区に近い（ただしニューイングランド地方の「町」は、ほとんどの場合、法人化済みの通常自治体である）。合衆国国勢調査局はそれら地方自治体を「郡区」と呼び区別しているが、それらの州には「郡区」という言葉をよく認識していない住民もいる（これら諸州の町が法的に市と同じ地位を持っていたとしても、米国の国勢調査では、地方自治体としての意味よりも定住・開発のパターンの方が考慮される。ニューイングランド地方とニューヨーク州の町は、通常、開発の少ない地域に囲まれた1つまたは複数の小さな中央地区を持つという点で、北中西部の郡区と似ている。だがニューイングランド地方では、市もまたそのような開発パターンを持つ）。ニューハンプシャー州、バーモント州、そして特にメイン州の住民の少ない地域では、郡の下位行政区画のうち法人でないものが郡区と呼ばれるが、ほかにも「gore」「grant」「location」「purchase」という用語も使われる。

## 南部諸州

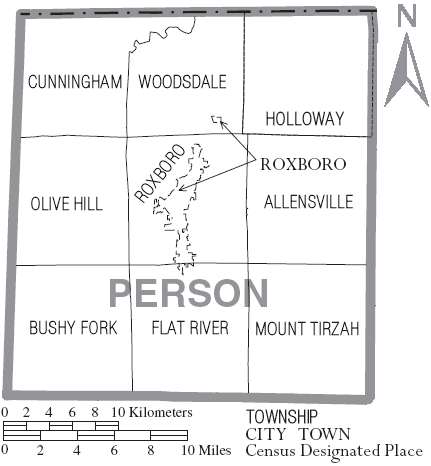
ノースカロライナ州パーソン郡の地図（9つの郡区の中心にロックスボロ市がある）

南部では、市と町の他に郡の下位自治体が存在しない。これらの州は北西部条例以前に測量されたため、サーベイ・タウンシップが存在しない（ただしアラバマ準州が比較的遅れて設置されたという経緯を持つアラバマ州を除く）。
ノースカロライナ州は例外で、域外管轄権により、町の中に郡区がある場合さえある。独立した郡区も多く存在するが、これは1868年のノースカロライナ州憲法で各郡を郡区に区分けすることが定められたためである。現在、メクレンバーグ郡のようないくつかの都市化された郡では、「第12郡区」というように、郡区を名前ではなく数字で区別している。州内の郡区は公的な組織と役割を持っていたが、現在では各郡を区分けするための形式的なものとしてだけ扱われている。ノースカロライナ州の郡（自治体）では、行政目的で地域を区別するため、現在でも郡区名を広く使用している（郡税の徴収、防火地区と校区の決定、土地証書・測量・不動産文書などの不動産関連、選挙人登録など）。
ノースカロライナ州の市と町の他の非法人地域のほとんどでは、郡区は選挙人の投票場所を決定するために使用されている。郡の選挙管理委員会は選挙区を郡区によって分割する。